# Regele Maimuță

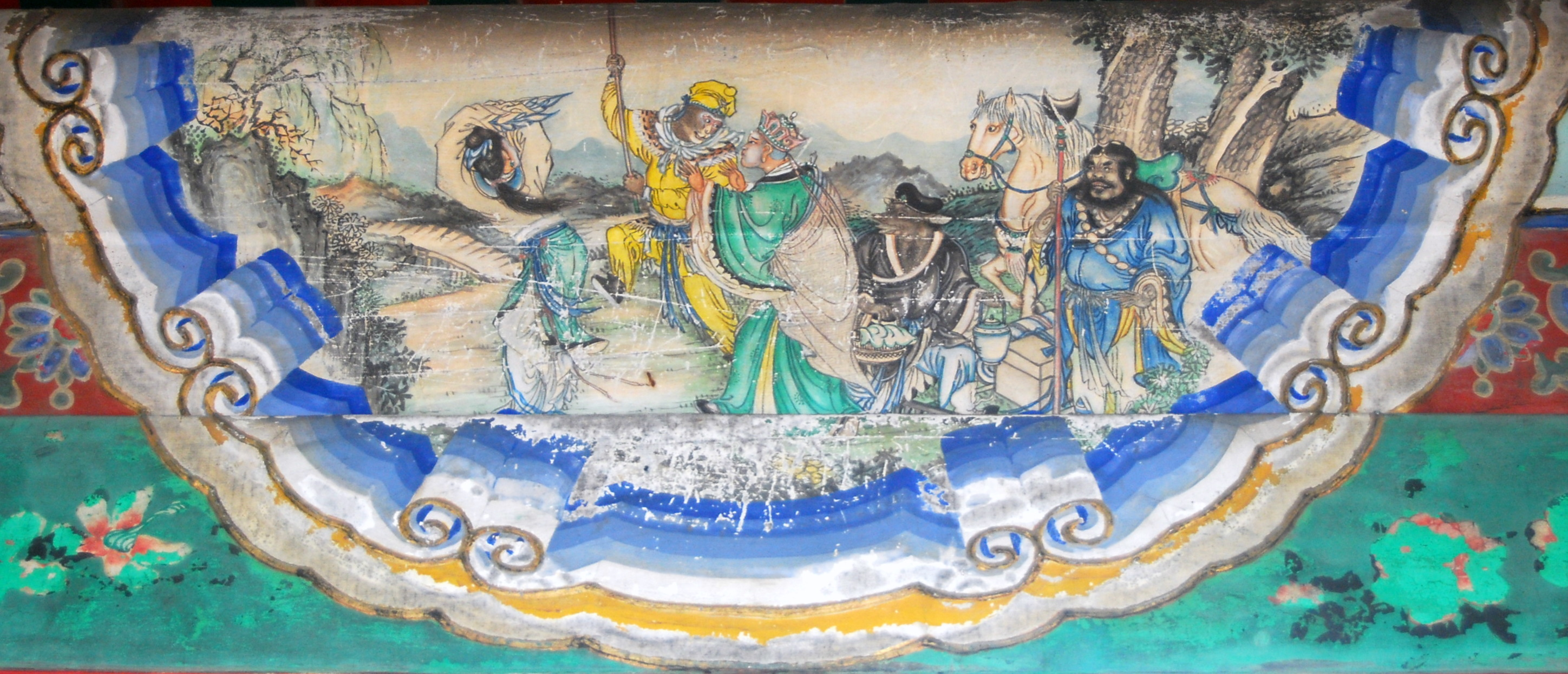
Frescă înfățișându-i pe Regele Maimuță (în galben) și pe alți protagoniști ai romanului Călătorie spre Vest

Regele Maimuță (chineză: 孫悟空; romanizare pinyin: Sūn Wùkōng; romanizare Wade-Giles: Sun Wu-k'ung; engleză The Monkey King), este o entitate supranaturală mitică și protagonist al romanului epic clasic chinezesc Călătorie spre Vest (engleză Journey to the West), scris în timpul Dinastiei Ming (1368 – 1644) și bazat pe evenimente din timpul Dinastiei Tang (618-907), povestiri și adaptări populare. 
În roman, maimuța născută dintr-o piatră, dobândește puteri supranaturale prin practici taoiste. După o revoltă împotriva Împăratului de Jad este închisă sub un munte de către Buddha. În schimbul eliberării sale acceptă să-l însoțească pe călugărul pelerin Xuanzang  în calitate de gardă de corp (împreună cu monstrul cu cap de porc Zhu Bajie, demonul Sha Wujing și dragonul Longwang), într-o călătorie spre vest pentru a recupera unele sutre budiste din India.
Caracterul său este ambiguu, fiind cel al unui tânăr vesel, dar obraznic și rebel, un amestec de impetuozitate, curaj, umor ciudat, inteligență și, uneori înțelepciune surprinzătoare. Spre deosebire de majoritatea zeităților, Sun Wukong își câștigă nemurirea luptând pentru Cer si Pământ.
Este unul dintre personajele literare chineze cele mai durabile și, are o istorie culturală colorată pe un fundal variat. Caracterial este influențat atât de elemente ale divinității hinduse Hanuman din Ramayana cât și de elemente de folclor din China.

### Atribute

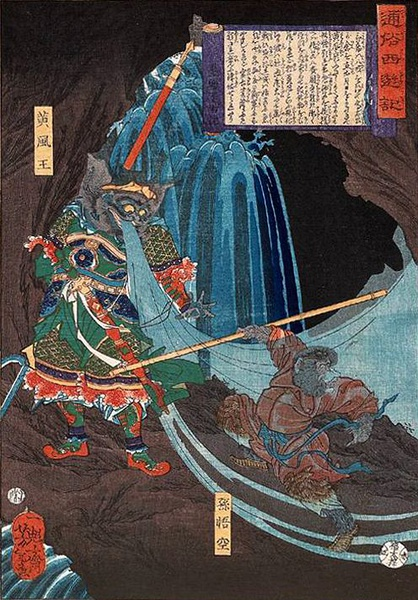
Regele Maimuță luptând cu un demon al vântului

Regele Maimuță nu este foarte mare, are doar aproxiamtiv 1,3 m înălțime și are un aspect destul de bolnăvicios, cu obrajii supți, cu un cap arcuit și un bot alungit. Dimensiunile sale reduse fac pe cei pe care îi întâlnește în drumul său să nu devină bănuitori în ceea ce privește puterile sale reale imense. Astfel, el este capabil să ridice fără probleme greul său toiag magic de 13.500 de jīn (aproximativ 8 tone) pe care îl poate manevra cu dexteritate și este extrem de rapid, având posibilitatea de a merge pe nori sau de a parcurge 108.000  de Li (54.000 km) dintr-un singur salt. Se poate metamorfoza de asemeni în 72 animale și obiecte diferite, totuși, transformarea în alte forme este dificilă datorită metamorfozei incomplete a cozii sale. Fiind un luptător abil, este capabil să reziste atât celor mai buni luptători din cer cât și unei armate întregi, deși uneori este depășit. Fiecare dintre firele sale de păr posedă proprietăți magice, fiind capabil de a se transforma în clone ale sale, precum și în diverse arme, animale și alte obiecte.
Cunoaște de asemenea vrăji care pot stâpâni vântul sau separa apa, pot să evoce cercuri de protecție împotriva demonilor, sau să înghețe oameni, demoni, și zei deopotrivă. Se poate de asemeni mări sau micșora, după cum și toiagul său magic poate fi mărit sau micșorat până la dimensiunea unei scobitori, putând fi astfel ascuns într-o ureche. După ce a reușit să supraviețuiască 49 de zile într-un foc divin, ochii săi au câștigat puterea de a recunoaște demoni polimorfi sub diferite avatare. Ochii săi văd ziua până la 1000 de Li și noaptea până la 300. Nu se mai teme de foc, dar păstrează totuși slăbiciunea și teama față de fum.
Dat fiind că poziția sa în ierarhia celestă a fost destul de înaltă, lui Sun Wukong îi dau ascultare la nevoie diferite spirite ale pământului și munților precum și alte ființe din mitologia chineză.
Pentru a-și controla energia incomensurabilă și a-și canaliza pornirile belicoase, maestrul său l-a făcut să poarte o bentiță de aur dată de către Bodhisattva Guānshìyīn Púsà. Aceasta atunci când este spusă o rugăciune, se poate strânge și astfel poate provoca durere prin compresia capului, celui ale cărui acțiuni se dovedesc contrare preceptelor lui Buddha și principiilor budiste.

## Context

### Nașterea și tinerețea
Apariția Regelui Maimuță s-a produs dintr-o piatră magică cu dimensiuni sacre, care simbolizau pe circumferință împărțirea calendarului solar cu cele nouă găuri în el pentru cele nouă trigrame și pe înălțime nivelele cerurilor. Aceasta fusese formată de către forțele primordiale ale Haosului și, era așezată pe vârful Muntelui Florilor și Fructelor din Huāguǒ-Shan (chineză: 花果山) în spatele unei cascade imense. După ce a fost fecundată de vânt, piatra a fost lovită de fulger și a dat naștere unui ou de piatră din care a ieșit Regele Maimuță.
După naștere acesta s-a alăturat unui trib de maimuțe, ajungând regele acestora după ce a reușit să le găsească un sălaș în spatele cascadei, într-o peșteră (Peștera Cortinei de apă). Fericit pentru un timp, regele (care acum își luase numele de Regele Maimuță cel Chipeș) a început să fie preocupat însă de caracterul efemer al vieții și, a început să-și dorească să devină nemuritor. Hotărât să găsească nemurirea, el și-a părăsit tribul pentru a călători în căutarea unui maestru care să-l poată învăța cum să-și cultive trupul și spiritul, astfel încât să-și atingă țelul. A reușit într-un final să găsească un maestrul taoist căruia i-a devenit ucenic.
Reticent la început față de viitorul discipol pentru că acesta nu era om, maestrul a ajuns să fie impresionat de determinarea, inteligența și perseverența maimuței, căreia i-a dat numele de „Sun” (care amintea de originea sa simiană) și „Wukong” (care amintea de conștiința sa care a trebuit formată de la origine). Devenit unul dintre ucenicii preferați, Sun a învățat cum să ajungă un luptător puternic protejându-se de Cele Trei Dezastre, stăpânind arta celor 72 de transformări și puterea de a ajunge dintr-un singur salt la nori. Preocupat în special de drumul către nemurire și mai puțin de esența acestuia, Wukong a fost alungat de către maestrul său în momentul când acesta a relizat calea greșită pe care apucase discipolul

## Vezi și
- Regatul interzis (film din 2008)